# Джумбул, Мельтем
Мельтем Джумбул (тур. Meltem Cumbul; род. 5 ноября 1969, Измир, Турция) — турецкая актриса и телеведущая.

## Биография
Родилась 5 ноября 1969 года в Измире, в семье банковского служащего Седата Джумбула. По словам актрисы, её предки по линии отца ведут своё происхождение из Индии и Непала, откуда они пришли в провинцию Конья, где обосновались в городе Акшехир, а её предки по материнской линии пришли в Измир из греческих Салоник.
Мельтем была самой младшей в семье, где, помимо неё, было ещё трое детей: старший брат и две старших сестры Фунда и Йонджа. В детстве посещала школу в Измире, затем в Стамбуле, куда переехала с семьёй в тринадцатилетнем возрасте. В 1987 году, по окончании частной средней школы, продолжила образование на театральном факультете Университета искусств имени Мимара Синана, по специальности «драматическое искусство». В 1991 году, по окончании учёбы в университете, уехала в Лондон, где начала свою профессиональную карьеру в театральной труппе Шекспира (Шекспировская компания). Брат актрисы скончался в возрасте 33 лет от рака лёгких (Мельтем в то время был 21 год), через девять лет от рака костей умерла мать. Потеря матери и брата были тяжелейшими периодами в жизни актрисы. Вспоминая о тяжести пережитого, Мельтем отметила, что «когда в молодом возрасте переживаешь такие потери, то начинаешь сомневаться как в самой жизни, так и в смысле своего существования». После смерти матери между тремя сёстрами начались ссоры, которых прежде никогда не было, «потому что мама — это удивительный элемент баланса и равновесия в семье… Мы с Йонджой пытались заменить маму нашей старшей сестрой Фундой. Но у неё уже было двое детей, и она была не в состоянии заботиться о нас. Когда мама ушла, нам нужен был кто-то, кто мог бы заменить её. Но со временем мы вновь обрели утерянное семейное равновесие. Теперь мы все очень привязаны друг к другу» (Мельтем Джумбул). Мать всегда очень хотела, чтобы Мельтем стала актрисой, что и определило профессиональный выбор её младшей дочери, так как Мельтем всегда была сильно привязана к матери и очень хотела сделать её счастливой. После смерти матери Джумбул почувствовала необходимость побыть одной и сделала перерыв в актёрской карьере: «Я хотела остаться одна и обратиться мыслями к тем, кому я была предана. И я поняла, что даже если твои близкие умрут, твоя преданность им останется неизменной. Как ни странно, ты начинаешь узнавать о них нечто новое, вам открывается то, чего вы не знали и не замечали прежде. Наши мысли об ушедших родных становятся глубже, ты словно заново открываешь для себя свою мать, своего брата, начинаешь видеть то, чего не замечала, когда они были живы».
В конце 2005 года Джумбул переехала в Лос-Анджелес, где брала уроки по совершенствованию актёрского мастерства. Мельтем пробыла в Лос-Анджелесе в период с 2005 по 2007 год, проходя обучение в студии Эрика Морриса и одновременно работая над двумя собственными кинопроектами. Предоставившейся было возможностью сняться в Голливуде актриса не воспользовалась и из многочисленных киносценариев не приняла ни одного, так как, по её мнению, среди этого множества не было по-настоящему хороших и стоящих вещей. Мельтем же всегда серьёзно подходила к качеству сценария, независимо от того, Турция это или США: «Я всегда хочу сниматься в хороших фильмах, потому что кино — это та сфера, в которой я выражаю себя… Человек искусства должен … иметь возможность выражать себя свободно, в противном случае, он становится продавцом, а не человеком искусства» .
В начале 2010 года в известном районе Левент в Стамбуле Джумбул открыла Центр по обучению актёров под названием «Студия Мельтем Джумбул». Актриса также является преподавателем курсов актёрского мастерства в Университете искусств имени Мимара Синана.
На срок со 2 сентября 2014 года по 17 сентября 2017 года, на втором пленарном заседании совета директоров, Мельтем Джумбул была единогласно избрана председателя Союза актёров Турции. Основной задачей профсоюза является помощь престарелым актёрам и обеспечение приемлемых условий труда работникам экрана и сцены.

## Карьера в кино и на телевидении
В 1993—1994 годах Джумбул начинает работу на турецком телевидении, становится ведущей реалити-шоу «Yukari Asagi». В 1994 коду дебютирует в кинематографе, играет роли второго плана в фильмах Bay E (1995) и Böcek (1995). В 1996 году снимается в телесериале Sahte Dünyalar, с 1997 года начинает вести собственную передачу Meltem Cumbul Show на Kanal 6.
Первые главные роли Джумбул получила в фильмах «Смешная пицца» (Турция, 1998) и «Рождённый в Абсурдистане» (Австрия, 1999). В 1999 году она также играет главную роль в популярном телесериале Yılan Hikâyesi (1999—2002).
В 2004 году Турция принимала конкурс «Евровидение», в качестве соведущей которого была приглашена Мельтем Джумбул. Вместе с Корханом Абаем она в течение трёх дней представляла участников и композиции, что стало рекордным временем в истории конкурса.
За роль в фильме Abdülhamid Düşerken (2002) актриса была удостоена награды Международного антальского кинофестиваля «Золотой апельсин». Ещё большую популярность и премию ФИПРЕССИ принесло актрисе участие в фильме «Душевная рана» (2005).
В 2005 году Джумбул уехала в Лос-Анджелес (США), где брала уроки актёрского мастерства у Эрика Морриса. По возвращении начала преподавать Метод Морриса в Университете искусств.
В 2007 году актриса, в качестве члена жюри, была приглашена в Индию на международный кинофестиваль в Гоа, где, сама имея индийские корни по отцовской линии, заинтересовалась индийской культурой и кинематографом, которым когда-то очень интересовалась её мать. По словам Мельтем, на сегодняшний день она является большой поклонницей таких имён в индийском кинематографе, как Фархан Ахтар, Зоя Ахтар, Мира Наир, а также состоит в дружбе с актёром Ирфаном Ханом. Актриса очень хотела спеть и станцевать в индийском кино и ради роли в Болливуде была готова даже выучить язык хинди. И в 2010 году Мельтем была предложена роль жены героя Риши Капура, турчанки по происхождению, в индийском фильме производства Болливуда «Скажи мне, Боже»;  режиссёром кинокартины выступила знаменитая Хема Малини. За эту роль Джумбул получила почётный приз на престижном кинофестивале азиатского и арабского кино Osian's Cinefan Festival of Asian and Arab Cinema. «Было очень приятно работать с Риши, Эшей и Хемой. Я сыграла в фильме роль турчанки, это, конечно, было несложно для меня. Все они были очень добры ко мне» (Мельтем Джумбул). В Индии Мельтем также была предоставлена возможность встретиться с режиссёром Анурагом Кашьяпом и посмотреть его кинокартину «Банды Васепура 2» (Gangs of Wasseypur – Part 2). «Анураг сказал мне, что был вдохновлён моим  фильмом «Головой о стену». Это было действительно очень значимо для меня», – отметила актриса.
В 2013 году Мельтем Джумбул была приглашена на роль Фатьмы Султан в знаменитом турецком историческом телесериале «Великолепный век» (сезон 4).

## Музыкальная карьера
В 1998 году, под лейблом компании Nr1 Омера Караджана, Джумбул записала сингл Seninleyim («Я с тобой») и снялась в одноимённом клипе на него. Это была турецкая кавер-версия песни Where Are You, британской певицы Имани Уильямс, занявшей с нею второе место на конкурсе Евровидение в 1998 году . Турецкая версия в исполнении Мельтем стала хитом и была очень популярна на молодёжных дискотеках Турции. Джумбул и Имани Уильямс также дали совместный концерт, где исполнили песню  Where Are You? / Seninleyim на английском и турецком языках .
В 2000 году Джумбул дебютировала в Вест-Энде и бродвейском ревю «Кафе Смоки Джо».
В 2005 году Мельтем спела несколько турецких народных песен в фильме «Душевная рана», чем сильно впечатлила турецкую публику и получила высокое одобрение профессионалов и критиков. Готовясь спеть в фильме, актриса взяла 15 уроков турецкого народного вокала у Уди Хусейна Битмеза. Ранее считалось, что голос Джумбул больше подходит для западной музыки, однако настойчивость и амбиции Мельтем сделали своё дело — результат настолько превзошёл все ожидания, что сам Битмез предложил актрисе выпустить альбом народных песен. Хусейн Битмез также отметил, что Джумбул вела себя смелее, чем многие его артисты и во время съёмок пела песни вживую — вся команда была счастлива и очень довольна результатом, что в итоге и подвигло Битмеза сделать актрисе предложение о записе альбома. Альбом турецких народных песен Джумбул выпустила несколько лет спустя, в 2014 году, в альбом вошли также и песни, исполненные ею в фильме «Душевная рана»: Etek Sarı,  Ayrilik Aşesten Bir Ok, Mavilim.

## Фильмография
| Год       |   | Русское название                      | Оригинальное название                  | Роль           |
| --------- | - | ------------------------------------- | -------------------------------------- | -------------- |
| 1994      | ф |                                       | Bir sonbahar hikayesi                  |                |
| 1995      | ф | Мистер E                              | Bay E                                  |                |
| 1995      | ф |                                       | Böcek                                  |                |
| 1997      | ф | Опилочные истории                     | Sawdust Tales                          | Катя           |
| 1998      | ф |                                       | Karisik pizza                          | Эмель          |
| 1999      | ф | Пропаганда                            | Propaganda                             | Филиз          |
| 1999      | ф |                                       | Durusma                                | Назан          |
| 1999      | ф | Рожденный в Абсурдистане              | Geboren in Absurdistan                 | Эмин           |
| 1999—2002 | с | Змеиная история                       | Yilan hikayesi                         | Зейно          |
| 2001      | ф |                                       | Maruf                                  | Джанкыз        |
| 2003      | ф | Падение Абдул-Хамида                  | Abdülhamid Düşerken                    | Нимет          |
| 2003      | с | Чужая                                 | Gurbet kadini                          | Элиф           |
| 2004      | ф | Головой о стену                       | Gegen die Wand                         | Сельма         |
| 2005      | ф | Душевная рана                         | Gönül yarasi                           | Дунья          |
| 2008      | ф | Мевляна Джалаладдин Руми: Танец любви | Mevlana Celaleddin-i Rumi: Askin dansi |                |
| 2008      | ф | Красивая жизнь                        | A Beautiful Life                       | Антанас        |
| 2008      | ф | Алфавитный убийца                     | The Alphabet Killer                    | Элиза Кастилло |
| 2008—2009 | с | Любовь сжигает                        | Ask Yakar                              | Назлы          |
| 2011      | ф | Скажи мне, Боже                       | Tell Me O Kkhuda                       | Зейнаб Зардари |
| 2011      | ф | Лабиринт                              | Labirent                               | Рейхан         |
| 2014      | ф | Женское дело. Ограбление банка        | Kadin Isi Banka Soygunu                | Гюлай          |
| 2014      | с | Великолепный век                      | Muhteşem Yüzyıl                        | Фатьма Султан  |
| 2015      | с | Сожги меня                            | Yaktin Beni                            | Лейла          |